# La Chapelle en Valjouffrey
Pour les articles homonymes, voir La Chapelle.
Ne doit pas être confondu avec La Chapelle-en-Valgaudémar.
La Chapelle en Valjouffrey est un village de France situé en Isère, sur la commune de Valjouffrey composée des autres villages et hameaux de la Chalp — qui abrite la mairie —, les Faures, le Désert en Valjouffrey et Valsenestre.

## Situation et accès
Il s'agit de la première agglomération situé sur la route départementale 117 (RD117) pour les visiteurs en provenance de la commune voisine d'Entraigues. Le village est implanté à la confluence de la Bonne et du Béranger, à 980 mètres d'altitude, dans le massif des Écrins.

## Monuments
La chapelle est une ancienne église dont la nef est refaite en 1743 ; elle est la plus ancienne de la vallée du Valbonnais. Un siècle auparavant, son toit est couvert de chaume.

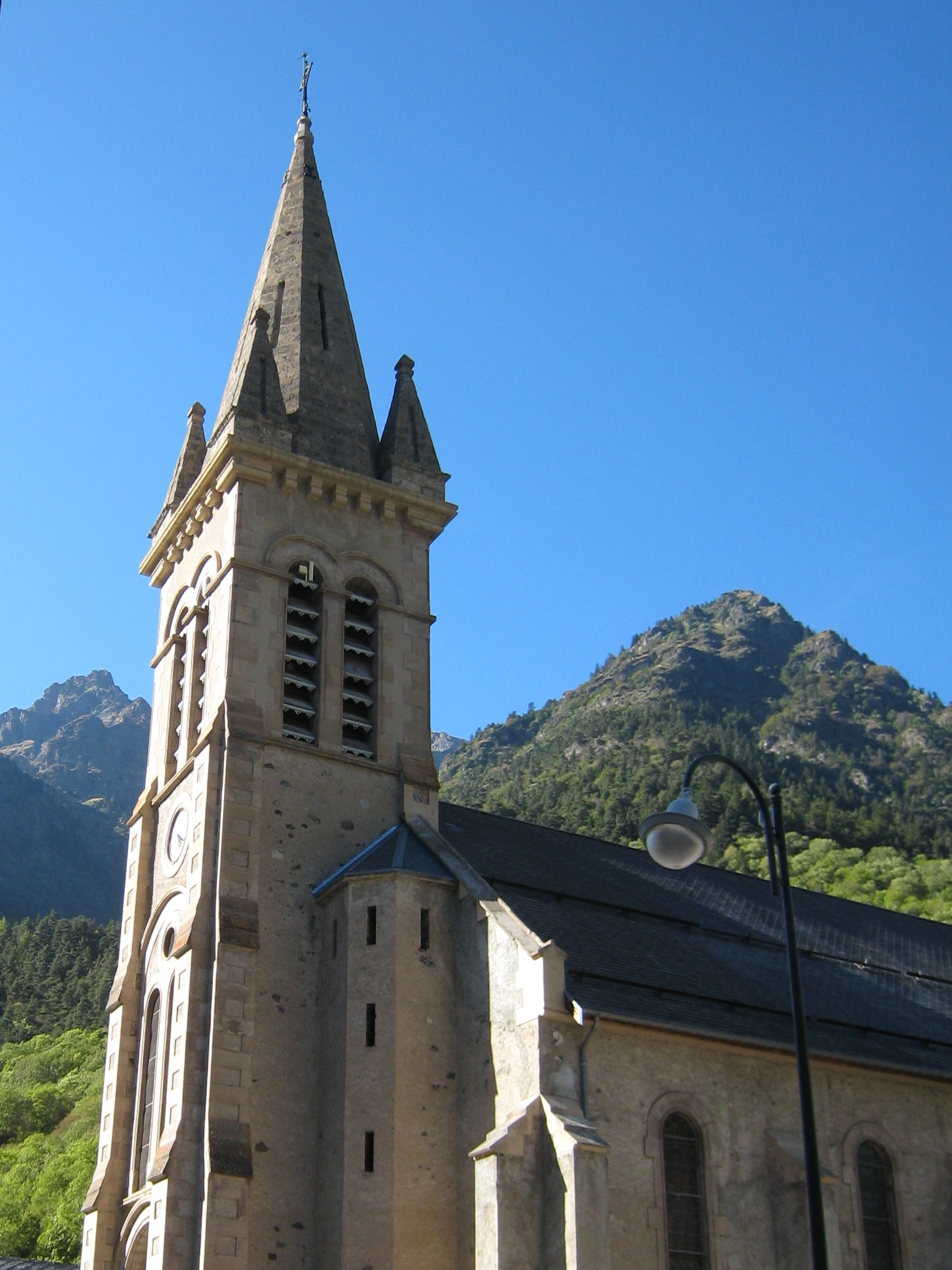
La chapelle du hameau.